# José Ignacio Suárez Peredo y Bezares
Mons. José Ignacio Suárez Peredo y Bezares (Orizaba, Veracruz, México, 18 de enero de 1834 - Xalapa, Veracruz, México 26 de marzo de 1894) fue el tercer Obispo de Veracruz (hoy en día Arquidiócesis de Xalapa) del 17 de marzo de 1887 al 26 de marzo de 1894, fecha en que murió ocupando este cargo. Su hermano mayor Francisco de Paula Suárez Peredo y Bezares ocupó este mismo cargo de 1863 a 1869 siendo el primer obispo de esta diócesis.

## Otros datos
- En el libro "Angelina" de Rafael Delgado se hace mención sin nombrar a este obispo al decir que los habitantes de Orizaba de finales del siglo XIX (llamado Villaverde en la obra) estaban muy orgullosos del general Pancracio de la Vega (el General Ignacio de la Llave) y del Obispo de Veracruz que eran sus paisanos y los personajes más ilustres de la ciudad en ese entonces.

| Predecesor: Mons. José María Mora y Daza | Obispo de Veracruz (Xalapa) 1887 - 1894 | Sucesor: Mons. Joaquín Arcadio Pagaza y Ordóñez |